# Савин, Иван Александрович
Иван Александрович Савин (17 августа 1918, Гостилицы — 13 октября 1994, Москва) — генерал-лейтенант авиации (26.04.1984), инженер, лауреат Государственной премии СССР, кавалер четырёх орденов Трудового Красного Знамени.

## Биография
Родился Иван Александрович 17 августа 1918 года в селе Гостилицы, Гостилицкого сельсовета, Гостилицкой волости Петергофского уезда (ныне — Ломоносовский район Ленинградской области) в семье крестьянина Александра Яковлевича Савина. В 1930-х годах семья переехала в Ленинград, где Иван Александрович в 1935 году устроился фрезеровщиком на Балтийский завод. В 1938 поступил, а в 1941 окончил полный курс факультета «Специального оборудования» Ленинградской Военно-Воздушной Академии Красной Армии. С 20 декабря 1941 года назначен инженером по спецоборудованию 663-го лёгкого бомбардировочного авиационного полка ВВС 3-й ударной армии. С 15 июля 1942 года поступил в распоряжение 882-го смешанного авиационного полка 3-й воздушной армии Калининского фронта в должности воентехника 1-го ранга. С весны 1943 года помощник, а затем и младший военный представитель на заводе № 306 в городе Саратов.
После войны — участник советского ядерного проекта, военнослужащий. С мая 1951 г. в звании майора откомандирован в распоряжение Первого главного управления при Совете Министров Союза ССР — старший инженер-приёмщик специзделий, состоял в штате КБ-11. 
С 1958 года в звании полковника — начальник управления специально-технического обеспечения и капитального строительства 12-го ГУ МО СССР. В последующем — зам. начальника 12-го ГУ МО СССР.
Вышел в отставку в звании генерал-лейтенанта авиации.
Лауреат Государственной премии СССР 1967 года — за разработку и освоение в серийном производстве специального изделия.
Кавалер четырёх орденов Трудового Красного Знамени.
Умер 13 октября 1994 года. Похоронен на Ваганьковском кладбище.